# Attilio Andreoli
Attilio Andreoli (Milano, 7 aprile 1877 – Milano, 10 novembre 1950) è stato un pittore italiano, appartenente alla corrente artistica della Scapigliatura.

## Biografia
Nato a Milano e cresciuto a Chiari, rimasto orfano di padre nel 1893 si trasferisce a Milano, dove è allievo di Giuseppe Bertini, Vespasiano Bignami e Cesare Tallone all’Accademia di Brera, della quale sarà socio onorario.
Partecipa alle più importanti esposizione del tempo, ricevendo numerosi premi a testimonianza del suo notevole talento nella pittura.
L'interesse per l'arte scema dopo il 1925, quando si ritira a vivere presso Cavaglio San Donnino e partecipa per l'ultima volta all'Esposizione di Brera.
Muore a Milano il 10 Novembre 1950.
Tra gli allievi, Renzo Bongiovanni Radice, Marte Morselli, Enrico Felisari, Umberto Ziveri e il genovese Ettore Mazzini.

## Principali esposizioni
- 1894, esordio alla Triennale di Milano del 1894 con il soggetto storico-biblico Luceat ei;
- 1898, Esposizione di Belle Arti di Torino con il pastello Gioia e dolore;
- 1900, si aggiudica il Premio Fumagalli all'Esposizione di Brera con Rispha che protegge i corpi dei suoi figli;
- 1901, Biennale di Venezia con L'onomastico del parroco, poi donato alla Galleria d'Arte Moderna di Milano[9];
- 1903, conquista il Premio Gavazzi di quattromila lire con Cristo che giudica l’adultera, donata ai Musei Civici del Castello Sforzesco di Milano[10][11]: nello stesso anno compie un ciclo di decorazioni murali nel Santuario di Sant'Antonio di Padova a Milano;
- 1906, Mostra nazionale di belle arti di Milano con il trittico Lotta di elementi;
- 1914, Esposizione di Brera con Rivelazioni;
- 1916, Esposizione di Brera con Le glorie del nonno;
- 1917, si aggiudica una medaglia d’oro all'Esposizione di Brera con La Violinista, seguita dalle affermazioni nei Premi Fumagalli e Gavazzi;
- 1920, si aggiudica una medaglia d’oro all'Esposizione di Brera con Solo amore e luce ha per confine[12]: nell'occasione, espone anche Ritratto del sig. ing. Cesa Bianchi.
- 1935, Esposizione di Brera con Letterina al Bambino Gesù, Libro Santo e Studio di testa[13].

## Stile

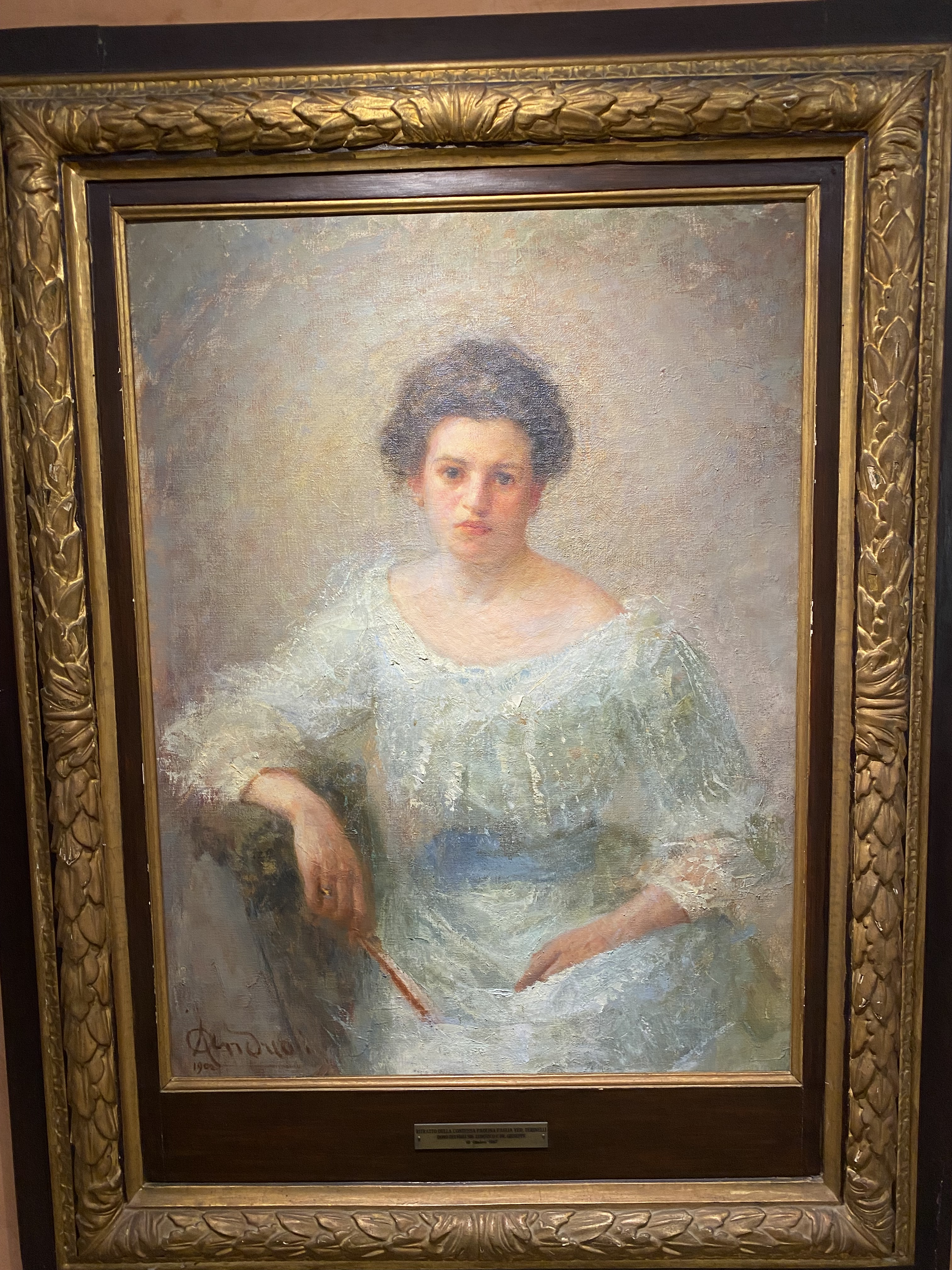
Ritratto della contessa Paolina Faglia vedova Terinelli

Inizialmente dedito alla riproduzione di soggetti biblici e storici vicina al realismo lombardo di secondo Ottocento, nella sua maturità si dedica alla pittura di genere e alla ritrattistica.
A livello stilistico molto vicino alla corrente della Scapigliatura e al Simbolismo di Gaetano Previati, è peculiare il suo utilizzo esclusivo della spatola, senza rifiniture a pennello, con l'ottenimento di effetti di colori compatti e di smalto.

## Opere principali
- San Luigi Gonzaga davanti al Sacro Cuore (1885), olio su tela, Pinacoteca Repossi, Chiari[14];
- Ritratto di Giovanni Mazzotti Biancinelli e della sua famiglia (1901), olio su tela, Pinacoteca Repossi, Chiari[15];
- Ritratto di Maria Lombardi (1901), olio su tela, Pinacoteca Repossi, Chiari[16];
- Ritratto di Luigi Cogi (1901-1902), olio su tela, Pinacoteca Repossi, Chiari[17];
- Ritratto di Maria Luisa Zinelli Cogi (1901-1902), olio su tela, Pinacoteca Repossi, Chiari[18];
- Ritratto della contessa Paolina Faglia vedova Terinelli (1902), olio su tela, Pinacoteca Repossi, Chiari[19];;
- Allegoria in memoria di Maria Baccalini (1916), olio su tela, Raccolte d'arte dell'Ospedale Maggiore, Milano;
- La violinista (1917), olio su tela, collezione privata;
- Testa di fanciulla (1915-1925), acquerello, Galleria Giannoni, Novara[20];
- La giovane musicista (1920), olio su tela, collezione privata;
- Ritratto dello scultore Canova (1920-1930), olio su tela, Galleria Giannoni, Novara[4];
- Autoritratto (1921), olio su tela, Galleria d'arte moderna Ricci Oddi, Piacenza;
- Ritratto di giovinetta (1925-1935), pastello e carboncino su carta, collezione privata;
- Ritratto di Emilio Rizzi (1926-1927), olio su tela, Raccolte d'arte dell'Ospedale Maggiore, Milano;
- Domenico Cesa Bianchi con gli allievi (1933), olio su tela, Raccolte d'arte dell'Ospedale Maggiore, Milano.